# Teda distrikt
Teda distrikt är ett distrikt i Enköpings kommun och Uppsala län. 
Distriktet ligger sydväst om Enköping. 

## Tidigare administrativ tillhörighet
Distriktet inrättades 2016 och utgörs av socknen Teda i Enköpings kommun.
Området motsvarar den omfattning Teda församling hade vid årsskiftet 1999/2000.